# Hot Water Music
Hot Water Music is een Amerikaanse post-hardcoreband uit Gainesville, Florida. De band werd opgericht in 1993 en ontbonden in 2006. In 2008 toerde Hot Water Music opnieuw (en speelden op bepaalde festivals, onder andere Groezrock). Sindsdien is de band weer actief.

## Bezetting
- Chris Wollard - zanger, gitarist
- Chuck Ragan - zanger, gitarist
- Jason Black - bassist
- George Rebelo - drummer

## Biografie

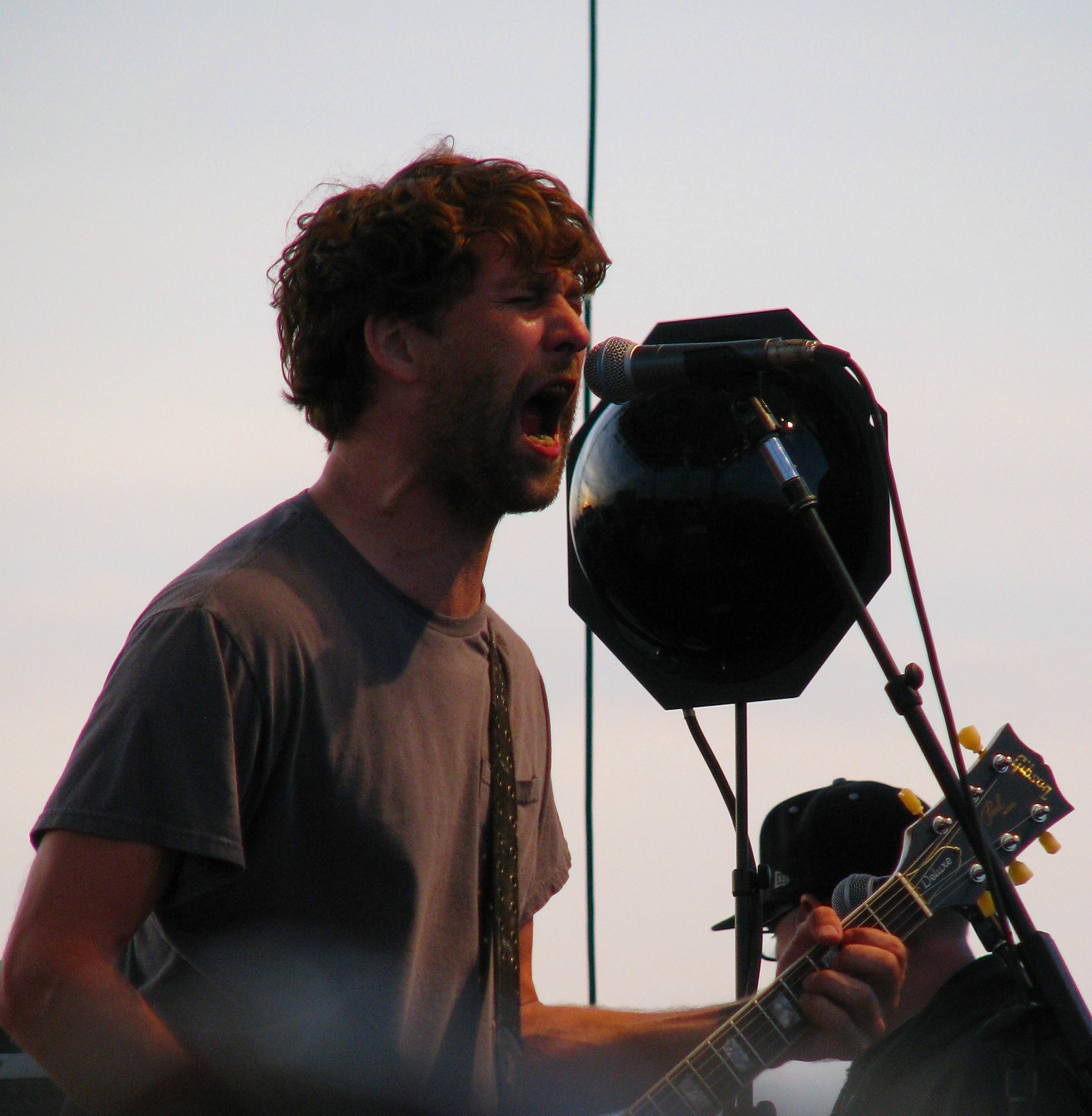

Hot Water Music, genoemd naar een boek van Charles Bukowski, werd gevormd in 1993 en bracht al snel twee ep's uit: Push For Coin en Eating The Filler. Na het verschijnen van het debuutalbum Finding the Rhythms in 1996 besloot de band uit elkaar te gaan. Dit bleek echter maar van korte duur, want op een concert dat opgenomen werd voor het livealbum Live at the Hardback kondigde de groep aan er toch mee door te gaan.
De band bracht hierna acht studioalbums, een aantal ep's en enkele splitalbums uit voordat ze op 12 mei 2006 aankondigden dat ze er definitief een punt achter gingen zetten. Chuck Ragan verliet de band vanwege familieomstandigheden en de rest begon met The Draft een nieuwe band.
Naast Hot Water Music hielden de bandleden er ook nog ettelijke randprojecten op na. Blacktop Cadence en Rumbleseat zijn de bekendste hiervan.

## Discografie

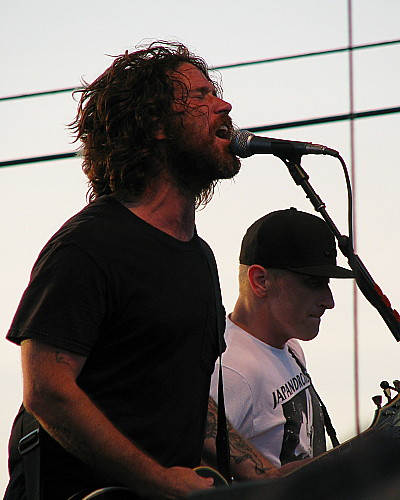

### Studioalbums
- Finding the Rhythms (1995)
- Fuel for the Hate Game (1997)
- Forever and Counting (1997)
- No Division (1999)
- A Flight and a Crash (2001)
- Caution  (2002)
- The New What Next (2004)
- Exister (2012)
- Light It Up (2017)

### Compilatie- en livealbums
- Live at the Hardback (1999)
- Never Ender (2001)
- Till the Wheels Fall Off (2008)
- Live in Chicago (2013)

### Ep's
- Push for Coin (demo, 1995)
- Eatin the Filler (1995)
- Moonpies for Misfits (1998)

### Splitalbums
- Hot Water Music Vs Discount
- BYO Split Series, Vol. 1 (met Leatherface, 1999)
- Alkaline Trio/Hot Water Music (met Alkaline Trio, 2002)
- Colors, Words And Dreams (met The Casket Lottery, 2002)